# Kakuichi Mimura
Kakuichi Mimura, född 16 augusti 1931 i Tokyo prefektur, död 19 februari 2022, var en japansk fotbollsspelare och tränare.